# Lesley Gore
Lesley Gore, ursprungligen Lesley Sue Goldstein, född 2 maj 1946 i Brooklyn i New York, död 16 februari 2015 i New York, var en amerikansk popsångerska. 
Lesley Gore var en av de största kvinnliga popartisterna under det tidiga 1960-talet. Hon slog igenom som 16-åring med låten "It's My Party" 1963. På svenska hade Lill-Babs stor framgång med samma låt med titeln "Leva Livet". Den följdes av låtar som "Judy's Turn to Cry", "She's a Fool", "You Don't Own Me" och "Maybe I Know". Typiskt för Lesley Gores låtar är att man får höra refrängen i början av låten. Texterna handlade så gott som alltid om tonårskärlek. Med tiden mognade hennes sound och med sin sista hit, "California Nights" 1967 hade hon lämnat det flickiga soundet. 
Efter att under många år ha hållit en lägre profil gav hon 2005 ut albumet Ever Since, det första med nytt material sedan 1976.
Under 33 år och fram till sin död hade hon ett förhållande med smyckesdesignern Lois Sasson.

## Diskografi
- I'll Cry If I Want To (1963)
- Lesley Gore Sings of Mixed-Up Hearts (1963)
- Boys, Boys, Boys (1964)
- Girl Talk (1964)
- My Town, My Guy & Me (1965)
- The Golden Hits of Lesley Gore (1965) (samlingsalbum)
- Lesley Gore Sings All About Love (1966)
- California Nights (1967)
- Someplace Else Now (1972)
- Love Me By Name (1975)
- The Canvas Can Do Miracles (1982)
- Ever Since (2005)